# Preston, Swale
Preston är en stadsdel i Faversham, i civil parish Faversham, i distriktet Swale, i grevskapet Kent, i England. Preston next Faversham var en civil parish fram till 1894 när blev den en del av Preston Within och Preston Without. Civil parish hade 2 374 invånare år 1891. Byn nämndes i Domedagsboken (Domesday Book) år 1086, och kallades då Prestetone.